# Maria Rosa Coccia
Maria Rosa Coccia (Rome, 4 januari 1759 – aldaar, november 1833) was een Italiaanse componiste, muziekpedagoge en klaveciniste. Haar ouders waren beide afkomstig uit de omgeving van Rome, de moeder Maria Angiola Luzi uit Castel Gandolfo en haar vader Antonio Coccia, een apotheker, uit Velletri.

## Levensloop
Coccia studeerde muziektheorie en contrapunt bij Sante Pesci, zelf "Maestro di Capella" aan de Basiliek van Santa Maria Maggiore in Rome. In 1770 beleeft zij een concert van de 14-jarige Wolfgang Amadeus Mozart in Rome. Op 13-jarige leeftijd werd zij zelf als componerend wonderkind gevierd, als haar oratorium Daniello nel Lago dei Leoni met groot succes in de kerk Santa Maria in Vallicella in première gaat en in berichten over deze uitvoering veel lof te lezen is: tutto applaudito dal numeroso uditorio... di nobilità e di persone civili. In hetzelfde jaar gaat ook haar cantate (opera?) L'isola disabitata op een tekst van Pietro Metastasio in première.
Met haar composities, met de vakbekwaamheid het klavecimbel te bespelen, prima vista te moduleren en te begeleiden alsook onvoorbereid te improviseren oogstte zij veel aandacht bij de kerkelijke en aristocratische persoonlijkheden en families.
In 1774 voltooide zij haar Magnificat voor 4 solisten en orgel. Een jaar later schreef zij een Dixit Dominus voor twee vierstemmige koren en orgel. In hetzelfde jaar behaalde zij haar diploma als "Maestro di Capella" aan de Accademia di Santa Cecilia met het schrijven van de antifoon Hic vir despiciens mundum. Daarnaast werd zij van de "Signori Virtuosi di Musica" met het "Patente Spedita" tot kapelmeesteres benoemd. Romse dichters dragen haar een gedichtenbundel op, waar zij als "Musicae Artis Laurea Solemni Ritu Exornatam" betekend wordt; haar examenwerk is erin gepubliceerd. Het groot succes in Rome voor de componiste is vooral voor de achtergrond verbazend, dat de officiële Rooms-Katholieke Kerk strikt tegen vrouwelijke muzikanten ingesteld was: het was voor een bepaalde tijd zelfs verboden dat meisjes of vrouwen van mannelijke muziekleraren onderwijs kregen.
In 1779 werd zij van de "Accademia Filarmonica" in Bologna als lid ("compositore") opgenomen, en behoorde daarmee naast Marianna von Martines (1773) tot de eerste en weinige vrouwelijke componisten in deze toen elitaire kring. Verder werd zij in 1779 als magister (docent) in compositie bij de "Philarmonica Accademia" in Rome werkzaam.
Als componiste schreef zij veel kerkmuziek. Omdat zij haar heel leven componeerde en als muziekpedagoge werkzaam was, moet haar oeuvre omvangrijk zijn. Het verblijf van haar meeste composities in tegenwoordig nog onbekend.

## Composities

### Missen, oratoria en andere kerkmuziek
- 1772 Daniello nel Lago dei Leoni, oratorium in twee delen - opgedragen aan: Marianna Sforza Cesarini
- 1774 Magnificat voor 4 solisten en orgel
- 1774 Hic vir despiciens mundum, antifoon voor vier stemmen
- 1775 Dixit Dominus, motet over Psalm 110 voor dubbelkoor en orgel
- 1775 Dixit Dominus, voor acht stemmen, viool, altviool, hobo, dwarsfluit, jachthoorn - opgedragen aan de groothertog van Toscane Leopold
- 1776 Vespro per la festa di Santa Cecilia
- 1777 Veni Creator Spiritus, voor vier zangstemmen en orgel
- 1777-1778 Vier Psalmen opgedragen aan Koningin Maria I van Portugal
- Confitebor, voor twee sopranen en orgel
- Psalm, opgedragen aan Koningin Maria Carolina van Oostenrijk (1752-1814), toen ook Koningin van Napels
- Salve Regina in G-majeur, Mariaans antifoon voor sopraan, mezzosopraan en orgel

#### Cantates
- 1772 L'isola disabitata, cantate - tekst: Pietro Metastasio
- 1779 Il trionfo d'Enea, cantate in twee delen voor twee sopranen, contra-alt, tenor, viool, altviool, hoorn, trompet, hobo, contrabas en basso continuo - opgedragen aan Ferdinand I der Beide Siciliën, toen ook Ferdinand IV koning van Napels en zijn vrouw Maria Carolina van Oostenrijk (1752-1814), toen ook Koningin van Napels
- 1783 Arsinoe, cantate voor vier stemmen en orkest

### Kamermuziek
- Zes sonates, voor klavecimbel